# باشگاه فوتبال تاج تهران در فصل ۱۳۳۳
باشگاه فوتبال تاج تهران در فصل ۱۳۳۳ این فصل، نهمین فصل حضور تیم تاج، که امروزه با نام استقلال شناخته می‌شود در فوتبال ایران بود. تاج در این فصل تنها در جام باشگاه‌های تهران و چند دیدار دوستانه شرکت کرد.

## پیش زمینه
در این سال برخی از بازیکنان سابق تاج تهران که به علت اختلافات داخلی سال قبل از این تیم جدا شده بودند، دوباره به تیم تاج تهران بازگشتند و برخی دیگر از نادر تهران به شعاع تهران پیوستند. در زمستان ۱۳۳۳، جام باشگاه‌های تهران این سال به صورت دوره‌ای و با حضور ۸ تیم برتر تهران در دسته اول، انجام شد. اطلاع چندانی از برگزاری جام حذفی تهران در این سال وجود ندارد و در برخی منابع شاهین تهران را قهرمان این مسابقات دانسته اند. در این سال تیم نوجوانان تاج تهران که در آن زمان با نام ایرج در مسابقات شرکت می‌کرد با درخشش کامبیز جمالی به قهرمانی مسابقات نوجوانان تهران (درآن زمان مسابقات خردسالان نامیده می‌شد) دست یافت. همچنین در این سال با تدبیر تیمسار خسروانی ، تیم دوم تاج تهران با نام تیم دیهیم تهران بنیان نهاده شد که به نوعی تیم جوانان تاج به شمار می‌آمد و بعدها بازیکنان بزرگی به عرصه ملی و باشگاهی کشور معرفی نمود. پایه‌های تیم دیهیم تهران را مددنوعی به کمک جوانان تیم راه‌آهن تهران نهاد. همچنین در این سال تیم تاج تهران دو سفر خارجی به ترکیه و عراق داشت؛ در تور اول، تیم تاج تهران راهی کشور ترکیه شد و در آن‌جا ۳ دیدار دوستانه برگزار کرد. بازی پرتماشاگر و جذاب برابر گنچلربیرلیغی در آنکارا یکی از بزرگترین مسابقات بین‌المللی تاریخ تاج به شمار می‌آید. تیم گنچلربیرلیغی که عنوان قهرمانی ۴ دوره پیاپی مسابقات قهرمانی آنکارا را یدک می‌کشید در حضور ۲۰۰۰۰ هوادار خود میزبان تیم تاج تهران بود. در ماه‌های پایانی سال نیز تیم تاج تهران به همراه ۳ یار کمکی از تیم منتخب آبادان به کشور عراق سفر کرد و در آن‌جا ۳ دیدار دوستانه برگزار کرد.

## مرور فصل

### جام باشگاه‌های تهران
این مسابقات از دی‌ماه ۱۳۳۳ با حضور ۸ تیم و به صورت دوره‌ای برگزار شد و در نهایت با قهرمانی تیم شعاع تهران که از برخی بازیکنان سابق تیم تاج تهران مانند بیوک جدیکار سود می‌برد به پایان رسید. تیم نیروهوایی تهران هم عنوان دومی را به دست آورد و تیم تاج تهران به عنوان چهارمی دست یافت. تیم تاج تهران به علت اختلاف با بازیکنان سابقش که در تیم شعاع تهران بازی می‌کردند برابر این تیم حاضر نشد و با رای مسئولان برگزاری مسابقات ۰-۵ بازنده اعلام شد. این در حالی بود که اگر تیم تاج تهران در این دیدار حاضر و موفق به برتری می‌شد، عنوان قهرمانی بازی‌ها را به دست می‌آورد. 

## فهرست بازیکنان
بازیکنانی که در این سال برای تیم تاج به میدان رفتند عبارت بودند از: پیر کارلو، قربان‌علی تاری، مهدی اصغری، علی مدنی، محمد ساوجی، مهدی صفری، نمرود استواری، عارف قلی‌زاده، حسین مقیمی، حسین سرودی، خوشنام، قوی‌دست، علی سیادت، ایرج حاتم، ناصر کارفرسا، اصغر سیاهپوش، اصغر جدیکار، علی لشکری، منوچهر رضایی، فرید داوری، تقی خرمی، میکائیل قطبی، علی‌اصغر بیداریان، مصطفی رهنورد، محمود بیاتی، وازگن ماتیان‌زاده، نادر افشارعلوی، جعفر نامدار، واهان سیمونیان، عباس افشین، دهداری

## بازی‌ها

### جام باشگاه‌های تهران
منبع
| ۱۷ دی ۱۳۳۳ ۱ | تاج تهران | ۷ – ۰ | پولاد تهران | تهران                 |
|              |           |       |             | ورزشگاه: امجدیه تهران |

| ۲۴ دی ۱۳۳۳ ۲ | تاج تهران | ۳ – ۳ | تهرانجوان تهران | تهران                 |
|              |           |       |                 | ورزشگاه: امجدیه تهران |

| ۱ بهمن ۱۳۳۳ ۳                                                          | تاج تهران | ۰ (۰) – (۰) ۵ | شعاع تهران | تهران                 |
|                                                                        |           |               |            | ورزشگاه: امجدیه تهران |
| یادداشت: تیم تاج در زمین بازی حاضر نشد و تیم شعاع ۵ بر۰ برنده اعلام شد |           |               |            |                       |

| ۸ بهمن ۱۳۳۳ ۴ | تاج تهران | ۵ – ۰ | شرق تهران | تهران                 |
|               |           |       |           | ورزشگاه: امجدیه تهران |

| ۱۵ بهمن ۱۳۳۳ ۵ | تاج تهران | ۵ – ۱ | نیرو تهران | تهران                 |
|                |           |       |            | ورزشگاه: امجدیه تهران |

| ۲۲ بهمن ۱۳۳۳ ۶ | تاج تهران | ۰ – ۳ | شاهین تهران | تهران                 |
|                |           |       |             | ورزشگاه: امجدیه تهران |

| ۲۹ بهمن ۱۳۳۳ ۷ | تاج تهران | ۳ – ۰ | نیروهوایی تهران | تهران                 |
|                |           |       |                 | ورزشگاه: امجدیه تهران |

### بازی‌های دوستانه
منبع

| ۱ اردیبهشت ۱۳۳۳ دوستانه ۱ | توفان اصفهان | ۰ – ۲ | تاج تهران | اصفهان |

| ۳۰ مهر ۱۳۳۳ دوستانه ۴ | پالاندوکن ارزروم | ۱ – ۳ | تاج تهران    | ارزروم |
|                       |                  |       | حاتم · بیاتی |        |

| ۱۴ آبان ۱۳۳۳ دوستانه ۵ | تاج تهران                   | ۳ – ۱ | پالاندوکن ارزروم | تهران                            |
|                        | لشکری · ماتیان‌زاده · قوی‌دست |       |                  | ورزشگاه: امجدیه تهران داور: نیکو |

| ۱۲ اسفند ۱۳۳۳ (تاریخ احتمالی) دوستانه ۶ | نادی الجنوب | ۳ – ۳ | تاج تهران               | بصره، عراق |
|                                         |             |       | حاتم · بیاتی · گل‌به‌خودی |            |

| ۱۵ اسفند ۱۳۳۳ (تاریخ احتمالی) دوستانه ۷ | گارد سلطنتی | v | تاج تهران | بغداد، عراق |

| ۱۸ اسفند ۱۳۳۳ (تاریخ احتمالی) دوستانه ۸ | آشوریهای عراق | ۲ – ۰ | تاج تهران | بغداد، عراق |

## سایر ورزشها
- تیم تنیس‌روی‌میز تاج عنوان قهرمانی رقابت‌های قهرمانی باشگاه‎های تهران را به دست آورد.
- در مسابقات کشتی قهرمانی باشگاه‌های تهران تیم تاج به عنوان دومی دست یافت.

منبع